# 木曽街道
木曽街道（きそかいどう）は、京と江戸を美濃国および信濃国を経て結んでいた山道の俗称である。

## 概要
古代から中世の吉蘇路、江戸時代の中山道（木曽路）のこと。当時は木曾街道と書いた。狭義には、中山道のうち、美濃国と信濃国の境界部に当たる木曽地方の一部区間を指した。贄川宿・奈良井宿・薮原宿・宮ノ越宿の上四宿、福島宿・上松宿・須原宿の中三宿、野尻宿・三留野宿・妻籠宿・馬籠宿の下四宿からなる11の宿場が設置された。
『日本鹿子』第八に『京より江戸まで木曾街道を行』とあるほか、『皇都午睡』三編中にも『板橋宿は、中仙道木曾街道の咽首なれど』とある。また、明治新政府が編纂した古事類苑地部では『木曾街道』の項を設け、主に木曽路（木曾路）について説明している。
『橘庵漫筆』二では、木曾街道は、かつては今のように人馬の通行は殆ど無く、昔は山姥に遭遇するなど通行困難な路であり、善光寺を詣でるにも、木曾街道を行けば百里で済むところ、命の方が大事と二百里もある北陸道を経る場合も多かったことや、かの平家でさえ京より関東に出るのに北陸道を用いたことを書いており、木曽路がたいへんに険しい道であったことを述べている。